# Романенко Геннадій Миколайович
Генна́дій Микола́йович Романе́нко (нар. 10 січня 1967, м. Єнакієве — пом. 4 листопада 2022, с. Дружба, Бахмутський район, Донецька область) — український військовослужбовець, майор збройних сил України, кавалер ордена «За мужність» III ступеня.  

## Життєпис
Народився 10 січня 1967 року в місті Єнакієве. У 1993 році закінчив Шахтинський філіал Новочеркаського політехнічного інституту, здобув фах електромеханіка гірничого устаткування. Після випуску отримав направлення на шахту «Юний комунар». Був підземним електрослюсарем 4-го розряду. 
У 2004—2014 роках працював на шахті «Єнакіївська» начальником вентиляційної техніки безпеки. Захоплювався історією України, нумізматикою. Любив філософські та історичні книги. Займався садом. Вирощував квіти, плодові дерева, виноград і горіхи. Мав пасіку, розводив свійських тварин. З 2016 року Геннадій із родиною жив у Києві. Працював електриком. 

## Повномасштабна війна Росії проти України
Під час повномасштабної війни Геннадій Романенко був командиром взводу 101-ї окремої бригади охорони Генерального Штабу. Разом із підлеглими виконував складні завдання в гарячих точках фронту.  
Загинув у боях біля села Дружба, Донецької області (розв'язка на м. Горлівка). 
Був похований на Берковецькому кладовищі в Києві. У нього залишилися дружина, донька та син.

## Нагороди
Указом Президента України № 9/2023 від 9 січня 2023 року посмертно нагороджений орденом «За мужність» III ступеня.